# La Asunta
La Asunta è un comune (municipio in spagnolo) della Bolivia nella provincia di Sud Yungas (dipartimento di La Paz) con 25.055 abitanti (dato 2010).

## Cantoni
Il comune è suddiviso in 13 cantoni (popolazione al 2001):
- Calisaya - 910 abitanti
- Chamaca - 436 abitanti
- Charia - 755 abitanti
- Colopampa Grande - 514 abitanti
- Cotapata - 1.396 abitanti
- Huayabal - 506 abitanti
- La Asunta - 5.014 abitanti
- La Calzada - 1.564 abitanti
- Las Mercedes - 1.659 abitanti
- Puerto Rico - 985 abitanti
- San José - 657 abitanti
- Villa Barrientos - 2.059 abitanti
- Yanamayu - 552 abitanti